# 高松邦男
高松 邦男（たかまつ くにお、1948年2月26日 - 2021年6月4日）は、千葉県市川市出身の元調教助手・元調教師。

## 経歴
高松は長男で、男一人であったため、両親に大事 に育てられた。父・三太は元騎手であり、テレビで晩年の騎乗は見ていた。スターロッチの優駿牝馬、ヒロキミの菊花賞などで、スターロッチとホマレボシで連覇した有馬記念などは家から近かった中山で直接観戦。市川市立若宮小学校では、6年生を卒業する時になっても三太より背が低かった。市川中学校を卒える時にも身長は150cm台で、東京・世田谷の馬事公苑騎手養成所を目指そうと考えた。三太は「いや、きっと、お前の手足を見れば、これから伸びる」と言ったため、高松は伸びなかったら「高1の三学期で中退」すればいいと思い、1963年に市川高校へ進んだ。高校1年が終わるまでに10cm以上も高松の視線の位置が高くなり、三太の毛の薄くなり始めた頭頂部を上から見下ろせるまでになった。身長が伸び過ぎたため騎手を断念し、2年次の1964年からは獣医学部のある大学へ行くつもりで日々を送っていた。その春に青森県上北郡上北町から大浦村立大浦中学校を卒業したばかりの柴田政人が5歳年上の姉・幸子と一緒に東京へ向かっていたが、洋裁学校を出た幸子は品川区にある会社に就職し、柴田の方は馬事公苑騎手養成所の15期生として入学した。この頃に三太と柴田家との約束で、政人が騎手になれた日には、間もなく調教師免許を取るはずの三太の下で世話になることが決まっていた。高松は柴田の上京を何も意識していなかったが、馬事公苑で東京五輪の馬術競技が開かれたため、柴田ら15期生16人は、日本中央競馬会の分場がある印旛郡白井町（現・白井市）に1年間だけの予定で移ってきた。高松は幼い日から同級生としてよく遊んだ目黒正徳が15期生の中にいたため、母・信子から買ってもらった饅頭をさし入れに持って、目黒を励ましに行った。そこで柴田と初めて対面するが、その時の印象を「会ったというよりは、見たという感じだったな｡ 全員の中で一番小さめの男が、クリクリ坊主頭で、東北出身者独特のいたずら小僧の感じに見えた。ああ、これが柴田政人かっていう、小さな印象です」と後に振り返っている。3年次の1965年に高松は受験の準備に入ったが、柴田は厩舎実習のため東京・勝又忠厩舎へ行った。
高校卒業後の1966年、獣医師資格取得のために日本獣医畜産大学へ進学し、それと同時期に三太が調教師として中山・白井分場に厩舎を開業。すでにその前年には、同じ大学を卒業した先輩の成宮明光が、牧場での実習と調教助手を経て父と同じ白井を拠点に厩舎を開業していた。高松の夢も父と同じ調教師に定まり、この頃には高松と柴田の兄弟同然の付き合いが始まった。在学中には柴田が騎手養成課程を修了し、所属騎手として髙松厩舎に入っている。最初は高松が柴田に飯を奢ったり、パチンコに連れて行ったりしていたが、1967年春から立場が逆転する。4年次の1969年夏には高松厩舎の馬が調教師や厩務員ともども出張に行っていた日に、高松は同期生同士3人と卒業論文のための研究に入った。山梨県大月市に妊娠した道産子がいると聞いてそれを安く買い、トラックで大学に運び込み、昼間は校舎の外に繋養し、夜は研究室を厩舎代わりにした。出産期が近づくと、卒業論文執筆のために、出産の始まりから完了までを夜も昼も詳細に観察研究したかったので、高松は白井分場まで運んだ。白井分場の責任者に頼んで、父の厩舎の空いた馬房に競馬会には内緒で入厩させた。同期の2人、手伝いの後輩が高松厩舎に泊まり込み、その時に大学生たちに誘われた柴田も何度か食事と酒につき合っている。後に柴田は「驚いたな、邦ちゃんら毎晩一升瓶空けるんだものな。学生って飲むもんだな、これじゃあ、何の研究してるんだろうと見てたんだよね(笑)」と笑いながら振り返っている。高松はずっと帳面につけながら見張っていたが、道産子に限らず動物の母は子を産む前に営巣本能で、寝藁をかき集めるのに気づかなかった。高松はまだ産むのは先だというので、近くの食堂まで30分ほど食事をしに行った。途中で後輩に「お前ちょっと見てこい」と言ったところ、道産子は子供を出産していた。高松が行ってみて確認したところ、もう子馬は立ち上がっていて、柴田が呆れた顔をしてそれを見ていた。そこで出産の研究から、テーマを切り換え、道産子の人工受精から妊娠鑑定までに変更。皆に笑われ、担当の星修三教授は日本の繁殖研究の第一人者であったが、高松が卒業してから5年ほどは「高松っていうバカが研究中にメシ喰いに行って････」と教壇で言い続け、その話は同学年ばかりか卒業生の間にまで筒貫けになった。
大学卒業後は北海道・日本軽種馬協会に獣医師として2年間（1970年 - 1971年）勤務し、日高一帯のサラブレッド生産農家を巡回して働いた。その期間の1971年1月に21歳の女性と結婚し、1972年より三太の厩舎に調教助手として入る。1978年に調教師免許を取得し、三太の厩舎で調教師の勉強を兼ねた補佐役に回った。同年にはファンタストが皐月賞を制したが、その夏に北海道で腸捻転を起こして急死。夏が終わる頃には三太が肝臓癌にかかっていることが判り、10月には北海道大学病院で開腹手術をしたが、結果は末期で開けただけで閉じられた。その日、高松と柴田は札幌市内をすすきのから大通公園に向かって、一緒に歩いた。三太は高松に「これは普通の病気でないな」とつぶやいており、高松は柴田と話しながら、三太の症状について信子には言わないことを決めた。三太よりもずっと早くから心臓病にはじまり、信子はいくつもの病気を抱え入退院をくり返していた。高松が恋した妻との結婚を早くしたのも、柴田は「邦ちゃん、自分たち夫婦で、高松家の力添えになりたかったんだよ」と見ている。高松は柴田と札幌の街を歩きながら残念でならず、北大病院から12月の初めに三太を半蔵門病院に移したが、残された時間は秒読みに入った。年が明けて1979年1月5日、東京で高松は三太の管理馬カンカンリュウエン・ユニークファストをダート1700m戦に使った。結果は2頭のワンツーで、柴田とカンカンリュウエンが2着以下に6馬身以上の差をあけて圧勝したが、同じ日に信子から「お父さんの様子がおかしい」と聞いた。高松は病院の向かい側にあるダイヤモンドホテルに投宿したが、騎手時代から「三ちゃん」「勝ちゃん」と呼び合って仲が良く、調教師のデビューも、白井の調教場も一緒であった境勝太郎が都内のホテルに泊まっていた。三太は翌6日午前3時頃には意識があり、高松と信子に「境の勝ちゃんを呼んでくれないか」と頼んだ。境が飛んできて病室に入ると、「三ちゃん、良うなる、頑張れ」と声をかけた。高松「勝ちゃん...勝ちゃん、すまんが邦男を頼む」と返したが、息を引き取ったのは、それから僅かに1時間後のことであった。当初は三太から独立して自身の厩舎を開く予定であったが、これを受け、同年3月に三太の厩舎を引き継ぐ形で開業した。それまで26馬房あった三太の厩舎を14馬房に縮小した状態で引き継いだ。同時に柴田も邦男の厩舎に移り、以後主戦騎手として引退まで厩舎所属のまま騎乗を続けた。三太が亡くなった前日に勝ったカンカンリュウエンは境勝太郎厩舎に移籍したが、数日後に骨折し、能力喪失で亡くなっている。引き継いだ際には古くから付き合いのある馬主を優先させ、社台グループ創業者・吉田善哉の預託を断った。カンカンリュウエンの馬主である盛郁度に馬を売った人物が、吉田であった。この馬を売ったのがもとで、三太と吉田のつきあいは始まったばかりであった。
開業初年度は3月3日の中山第1競走4歳未勝利・キリープリンス（18頭中14着）で初出走、5月6日の新潟第4競走4歳未勝利・キョウエイジョージ（延べ25頭目）で初勝利を挙げた。鞍上は中村力男で、柴田は東京で騎乗していた。1年目から16勝という好成績を挙げるなど順調な滑り出しを見せ、16勝中12勝は柴田が騎乗している。3年目の1981年には父と親交の深かった伊達秀和の生産所有馬・ブロケードが阪神4歳牝馬特別を制して重賞初制覇を果たし、3戦無敗で桜花賞に臨むこととなったが、直前に熱発のため軽めの調整にとどめる。そのことを記者に聞かれた際には「休ませるのも調教のうち」と回答し、レースでは4連勝で優勝して八大競走初制覇を果たす。
1983年にはキョウエイプロミスが7歳にして天皇賞（秋）を制覇。同馬は三太が牧場で惚れ込みながら、死去によって管理が叶わなかった馬であり、競走後に邦男は「これで親父に恩返しができた」とのコメントを残した。天皇賞を勝ったことで、邦男は次走に第3回ジャパンカップを選択。この年は19年ぶりに三冠を達成したミスターシービーの出走が望まれていたが、シービーは生産者・千明牧場の意向で出走しないことが発表された。これにより日本の競馬関係者や来日した外国人記者を落胆させるが、邦男は「なぜ三冠を達成した日本の最強馬が出走しないのか」と詰め寄る外国人記者らに「ですからキョウエイプロミスがあなた方の馬のお相手をするわけです。負けるつもりはない」と断言。邦男は「プロミスの脚が壊れる」とこのレースが最後になることも予感していたが、レースでは優勝馬のスタネーラからアタマ差（タイム差なし）の2着に入り、苦戦が続いていた日本馬として初めての連対を記録。その激走の反動は大きく、予想通りプロミスはレース中に右前脚繋靭帯不全断裂を発症。コースからは馬運車で退出することとなり、競走能力喪失と診断されてそのまま引退となった。
1984年の函館記念・ウインザーノットで通算100勝を達成し、1986年にはパーシャンボーイが宝塚記念を制覇。同年には自己最多の28勝を挙げ、リーディング争いでも全国8位と自身唯一の十傑入りを果たした。調教では午後運動を止めて午前運動に一本化したり、厩務員報酬のプール制をいち早く導入するなど先進的な試みも取り入れた。
1987年には朝日杯3歳Sにカゲマル、阪神3歳Sにジンデンボーイを出走させる。カゲマルはサクラチヨノオー、ジンデンボーイはサッカーボーイの3着に入った。
1988年には「世界に通用する馬の育成」を目的として、北海道沙流郡門別町に育成調教施設「ファンタストクラブ」を設立。主宰者として他の若手調教師との交流・支援に務め、1990年から1991年にかけては育成馬・ホワイトストーンがGI戦線を賑わせている。1990年の菊花賞ではレース前に栗東に長期滞在させる異例の調整を試み、メジロマックイーン・メジロライアンらメジロ勢の一角を崩す2着を確保。
1989年2月12日の東京第10競走テレビ山梨杯・カゲマルで200勝、1993年7月31日の札幌第6競走4歳以上500万下・アイオーユーで300勝を達成。
1992年と1993年には優秀調教師賞を受賞するが、1995年のカブトヤマ記念・アイオーユーを最後に重賞勝利から遠ざかり、年間勝利数の面でも1990年代後半より成績が大きく落ち込み始める。1998年8月1日の函館第6競走3歳新馬・コバノキャンティで400勝を達成するが、1999年には9勝と初めて一桁に終わり、10勝を挙げた2003年以降は年間一桁の勝利数が続く。2008年の新潟ジャンプステークス・ジンデンバリューが最後の重賞出走となり、2009年に定年まで9年を残して勇退。12月26日の中山第8競走3歳以上1000万下・ダイバクフが最終出走で最後の勝利となった。
現役調教師時代には『NHK競馬中継』『HTB土曜競馬中継』で解説者として幾度か登場し、勇退後の2013年にはターファイトクラブの募集馬検討会にゲストとして呼ばれていた。
晩年は病気療養中であったが、2021年6月4日に死去。73歳没。

## 通算成績
| 通算成績 | 1着 | 2着 | 3着 | 4着以下 | 出走回数 | 勝率 | 連対率 |
| -------- | --- | --- | --- | ------- | -------- | ---- | ------ |
| 平地     | 467 | 498 | 478 | 4,637   | 6,080    | .077 | .159   |
| 障害     | 17  | 15  | 29  | 281     | 342      | .050 | .094   |
| 計       | 484 | 513 | 507 | 4,918   | 6,322    | .075 | .155   |

### 主な管理馬
太字は八大競走を含むGI級レース。
- ブロケード（1981年桜花賞・阪神4歳牝馬特別・牝馬東京タイムズ杯、1982年スプリンターズステークス）
- キョウエイプロミス（1982年ダイヤモンドステークス・毎日王冠、1983年天皇賞（秋））
- ウインザーノット（1984年・1985年函館記念）
- カリスタカイザー（1985年札幌3歳ステークス）
- リキサンパワー（1985年札幌記念、1987年フェブラリーハンデキャップ）
- ハッピーウォーリア（1986年東京障害特別 (秋)）
- パーシャンボーイ（1986年宝塚記念）
- トウショウユース（1988年カブトヤマ記念）
- ホワイトストーン（1990年セントライト記念、1991年産経大阪杯、1993年アメリカジョッキークラブカップ）
- カリスタグローリ（1991年クリスタルカップ）
- スプライトパッサー（1992年関屋記念）
- アイオーユー（1995年カブトヤマ記念）

## 主な厩舎所属者
※太字は門下生。
- 柴田政人（1979年-1995年 騎手）
- 田面木博公（1983年-2005年、2009年 騎手）
- 小野次郎（1989年-2005年 騎手）
- 中谷雄太（1998年-2005年 騎手）